# اوستیوژنا
شهر اوستیوژنا (به روسی: Устюжна) در کشور روسیه و در اوبلاست ولوگدا واقع شده‌است.